# 楠勒阿机场
楠勒阿机场（印尼语：Bandar Udara Namlea）是位于印度尼西亚马鲁古群岛布鲁岛东北部的一座机场，主要服务城镇楠勒阿。

## 航空公司和目的地
| 航空公司 | 目的地 |
| -------- | ------ |
| 航星航空 | 安汶   |